# Vassyl Maliouk
Vassyl Vassylovytch Maliouk (en ukrainien : Василь Васильович Малюк), né le 18 février 1982 à Korostychiv, est un général ukrainien, chef du service de sécurité d'Ukraine.

## Biographie
En 2005, il est diplômé de l'Académie nationale des services de sécurité d'Ukraine. Il devient adjoint au chef du service de sécurité d'Ukraine (SBU).
En avril 2022, il prend part à l'arrestation de Viktor Medvedtchouk, député ukrainien pro-Poutine puis à celle d'Oleg Kulinich (uk) directeur adjoint du département Crimée du SBU, accusé de haute trahison,.
Il remplace Ivan Bakanov au poste de chef du service de sécurité d'Ukraine par intérim le 18 juillet 2022.
Il est nommé membre du Conseil de défense et de sécurité nationale par le président Volodymyr Zelensky, par l'oukaze n°555/2022, le 4 août 2022.
Le président Zelensky le nomme au poste de chef du service de sécurité d'Ukraine, le 6 février 2023.
En juillet 2023, il coordonne l'attaque du pont de Crimée.
Le 26 mars 2024, un tribunal de Moscou a inculpé par contumace Vassyl Maliouk, de « terrorisme » pour son rôle dans des attaques contre des cibles russes. En mai 2024, Vassyl Maliouk est décoré du titre de Héros de l'Ukraine.
Vassyl Maliouk est l'un des coordonnateurs de l'opération Toile d'araignée du 1er juin 2025 et de l'attaque du pont de Crimée du 3 juin 2025.